# 2554 Skiff
2554 Skiff este un asteroid din centura principală, descoperit pe 17 iulie 1980, de Edward Bowell.